# George Hertzberg
George Hertzberg, född 6 november 1972 i Glens Falls i delstaten New York, är en amerikansk skådespelare mest känd för sin porträttering av den cyber-demoniske soldaten Adam, i säsong 4 av TV-serien Buffy och vampyrerna. Han har utöver detta även gjort flera andra framträdanden inom TV, bland annat i Tredje klotet från solen och That's My Bush!.

## Filmografi (i urval)
- 1996 – Tredje klotet från solen (TV-serie)
- 1998 – Tummen mitt i handen (TV-serie)
- 2000–2002 – Buffy och vampyrerna (TV-serie)
- 2001 – That's My Bush! (TV-serie)
- 2002 – Providence (TV-serie)
- 2008 – Taken
- 2008 – Friday Night Lights (TV-serie) (sista framträdandet på TV)